# Preußische T 37
Die Fahrzeuge der Baureihe T 37 waren Lokomotiven der Preußischen Staatseisenbahnen. Sie wurden auf den Oberschlesische Schmalspurbahnen eingesetzt. Insgesamt wurden 20 Maschinen geliefert, von denen acht mit den Nummern 99 401 bis 99 408 durch die Reichsbahn übernommen wurden. Die Maschinen wurden alle bis 1939 ausgemustert und verschrottet.
Die Lokomotiven unterschieden sich nach ihren Herstellern.
Sie waren mit Endachsen der Bauart Klien-Lindner ausgestattet, hatten einen Außenrahmen und verfügten über Doppelpuffer, die später mit einem breiten Balken verbunden wurden, so dass auch Wagen mit Mittelpuffer bewegt werden konnten. Sie hatten keine durchgehende Bremse und eine außenliegende Heusingersteuerung. Der Kohlebehälter war hinter dem Führerhaus untergebracht.

## Bauart Hartmann
Die ersten beiden Lokomotiven wurden 1902 von der Sächsischen Maschinenfabrik gebaut. Sie hatten Gemeinsamkeiten mit der beim gleichen Hersteller gebauten sächsischen V K, anders als die aber keine Verbundwirkung.
Der Antrieb erfolgte auf die zweite Achse. Die erste und die vierte Achse waren jeweils als Klien-Lindner-Hohlachse ausgeführt, so dass die Lokomotive auch Bogen mit 35 m Halbmesser durchfahren konnte.

## Bauart Orenstein & Koppel
1904–1906 lieferte Orenstein & Koppel zehn Lokomotiven, mit den Nummern 11–20, (ab 1910 Kattowitz 113–122), 1910 weitere zwei Lokomotiven (23 und 24, Kattowitz 125–126) und 1912 noch einmal vier (Kattowitz 127–130). Sieben Lokomotiven wurden noch von der Deutschen Reichsbahn übernommen  und als 99 401–408 (ohne 406) bezeichnet.
Bei diesen Lokomotiven war die dritte Achse wurde angetrieben. Die mittleren Achsen hatten ein Seitenspiel von 20 mm. Die Fahrzeuge konnten 1,3 Tonnen Kohle und 2,5 m² Wasser aufnehmen.

## Bauart Hagans
1909 lieferte die Maschinenfabrik Christian Hagans zwei Lokomotiven, Nummer 21 und 22 (Kattowitz 123–124), die 124 kam als 99 406 zur Deutschen Reichsbahn.